# Polifonia (literatura)
En literatura, la polifonia és un tret de la narrativa, que inclou una diversitat de punts de vista i veus. El concepte fou inventat per Mikhail Bakhtin, basant-se en el concepte de la polifonia musical. Així doncs, s'entén per text polifònic aquell en què cada personatge manifesta, a l'interior del text, la seva manera d'entendre i veure el món, de manera que el lector té una idea de tantes perspectives vitals com personatges principals hi ha. Aquest pensament individual no és relatat per un altre (personatge o narrador) sinó que ho fa cada personatge en una situació determinada del relat, on li és inevitable manifestar-ho. És una característica dels textos literaris que presenten pluralitat de veus, que es corresponen amb diverses consciències independents, inconfusibles i no reduïbles entre si. Cada personatge és així subjecte i no sols objecte del discurs.
Un dels exemples més coneguts de polifonia literària és la prosa de Dostoievski. Bakhtin va caracteritzar l'obra de Dostoievski com a polifònica, pel fet que, a diferència d'altres novel·listes, no sembla aspirar a una 'visió única', i va més enllà de descriure les situacions des de diversos angles. Dostoievski va crear novel·les plenes de dramatismes, on deixa que es desenvolupin els punts de conflicte i els caràcters amb desigualtats fins a un insuportable crescendo (Els germans Karamàzov). Durant les seves descripcions la veu del narrador es fusiona imperceptiblement amb el to de la gent que està descrivint.
Un altre exemple de novel·la polifònica del segle XX és l'Ulisses de James Joyce